# Алибеговац (Нови Сад)
Алибеговац је насеље у Петроварадину. То је део зеленог појаса града Новог Сада који је, услед интензивног проширења града, постао викенд насеље.
Одлуком извршних власти у граду, становници овог насеља су добили привремене грађевинске дозволе, што доводи до постепеног прерастања Алибеговца у приградско насеље Новог Сада.
Насеље се налази на падинама Фрушке горе, на 100 метара изнад нивоа Дунава, са погледом на Татарско брдо (део Сремске Каменице).